# Torsten Isaksson
Johan Torsten Isaksson, född 20 februari 1898 i Jungs församling, Skaraborgs län, död där 22 april 1986, var en svensk lantbrukare och politiker (högern).
Isaksson var ledamot av riksdagens första kammare från 1947, invald i Skaraborgs läns valkrets.